# Cerro Aeronáutica Argentina
El cerro Aeronáutica Argentina (según Argentina), cerro Iensen (según Chile) o monte Shelby, es una montaña de 1520 metros de altura, ubicado entre el glaciar Daspit y Bills Gulch, próximo a la península Joerg, en el fondo de la ensenada Trail, en la costa este de la península Antártica.

## Historia y toponimia
Fue descubierto por miembros de la Base Este del Servicio Antártico de los Estados Unidos (USAS), entre 1939 y 1941. Fue fotografiada desde el aire en 1947 por la Expedición de Investigación Antártica Ronne (RARE), al mando de Finn Ronne, y cartografiada en 1948 por la Falkland Islands Dependencies Survey (FIDS). Fue nombrado por Ronne en honor a Marjorie Shelby, quien contribuyó con sus servicios como mecanógrafa y editora en la redacción de las publicaciones de la expedición y ayudó en el trabajo general de expedición antes de la partida.
En la toponimia antártica argentina, fue nombrado por el General Hernán Pujato en 1955 en homenaje a la actividad aeronáutica argentina.
En la toponimia antártica chilena, homenajea al capitán de bandada Eduardo Iensen Franke, de la Fuerza Aérea de Chile, quien fue jefe de operaciones aéreas de la Primera Expedición Antártica Chilena en 1947.

## Reclamaciones territoriales
Argentina incluye al monte en el departamento Antártida Argentina dentro de la provincia de Tierra del Fuego, Antártida e Islas del Atlántico Sur; para Chile forma parte de la comuna Antártica de la provincia Antártica Chilena dentro de la Región de Magallanes y de la Antártica Chilena; y para el Reino Unido integra el Territorio Antártico Británico. Las tres reclamaciones están sujetas a las disposiciones del Tratado Antártico.
Nomenclatura de los países reclamantes: 
- Argentina: Cerro Aeronáutica Argentina[4][6]
- Chile: Cerro Iensen[5]
- Reino Unido: Mount Shelby[3]